# Tepezalá (Aguascalientes)
Tepezalá es una localidad en el municipio homónimo del Estado de Aguascalientes. Situado al noreste del estado, colinda al norte con el Estado de Zacatecas. Está ubicado en las coordenadas geográficas 22° 13' de latitud norte y 102° 10' de longitud Oeste.
Su nombre original antes de la llegada de las expediciones castellanas, era "Tepetzala", del náhuatl "lugar entre cerros".
En el año 2011 el municipio contó con 20 100 habitantes.

## Economía
Las principales actividades económicas son la agricultura, la ganadería y especialmente; la minería. En este municipio se extrajo en 2020 el 73 % de la arcilla de todo el país. También se ubica aquí una planta de la cementera Cruz Azul.

## Distancias
- Aguascalientes 47 km.
- Asientos 12 km.
- Calvillo 99 km.
- Jesús María 46 km.
- Rincón de Romos 12 km.